# Brattmyrtjärnen (Fjällsjö socken, Ångermanland)
Brattmyrtjärnen är en sjö i Strömsunds kommun i Ångermanland och ingår i Ångermanälvens huvudavrinningsområde.